# Constitució de Cap Verd
La Constitució Política de Cap Verd (en portuguès Constituição Política da República de Cabo Verde) és la llei màxima de Cap Verd i consta d'una redacció de 295 articles.

## Història
La primera constitució política de l'estat capverdià va ser aprovada el 5 de setembre de 1980 en la IX Sessió Legislativa de la Primera Legislatura i promulgada el 7 d'octubre d'aquell any. Va tenir algunes reformes fetes per mitjà de Llei Constitucional com la Llei Constitucional n. 2/1990 que establí el pluripartidarisme a Cap Verd.

### 1992
En 1992 és promulgada la constitució publicada en la Premsa Oficial en data de 25 de setembre. ÉS en vigor amb evolucions i alteracions de la redacció original divulgades al Boletim Oficial en 3 de maig de 2010.